# 브라티슬라바 4구

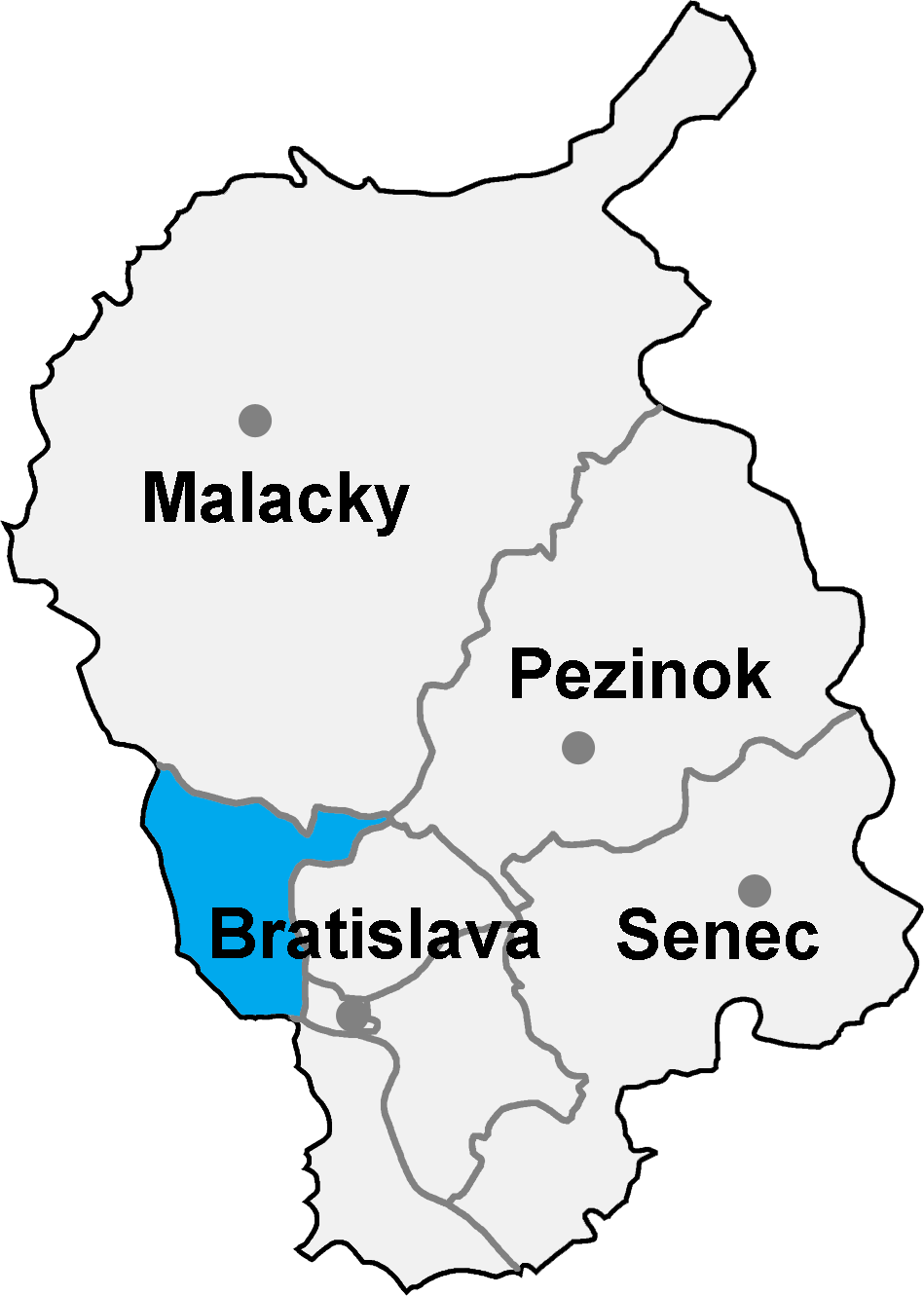
브라티슬라바 4구의 위치

브라티슬라바 4구(슬로바키아어: Okres Bratislava IV)는 슬로바키아 브라티슬라바주를 구성하는 8개 구 가운데 하나로 면적은 96.7km2, 인구는 94,554명(2014년 기준), 인구 밀도는 977.81명/km2이다. 브라티슬라바에 속하는 6개 지방 자치체를 관할한다. 북쪽으로는 말라츠키구, 동쪽으로는 페지노크구, 브라티슬라바 3구, 브라티슬라바 1구, 남동쪽으로는 브라티슬라바 5구와 접하며 남쪽과 서쪽으로는 오스트리아와 국경을 접한다.